# Nyctimene masalai
Nyctimene masalai là một loài động vật có vú trong họ Dơi quạ, bộ Dơi. Loài này được Smith & Hood mô tả năm 1983.